# Курвиц, Рауль
Рау́ль Ку́рвиц (эст. Raoul Kurvits, англ. Raoul Kurvitz; род. 3 февраля 1961, Таллин, ЭССР, СССР) — эстонский художник.

## Биография
Рауль Курвиц родился в 1961 году. Начал свою творческую деятельность в 1984 году после окончания Государственного института художеств Эстонской ССР, в котором учился на архитектора. Вместе с однокурсником Урмасом Муру в 1986 году он организовал «Группу Т» (Rühm T), в которую сразу присоединился архитектор Пеэтер Пере, а также ещё несколько художников. «Группа Т» называла своё творчество «холодным экспрессионизмом», в котором отсутствовала страсть. Критики связывали деятельность «Группы Т» в основном с понятиями постмодернизма, а также трансавангарда и «экспрессионистского декадентства».
Творчество Курвица включает в себя инсталляции, перформансы и картины. Его работы выставлялись во многих европейских и американских музеях. В 1997 году вместе с Яаном Тоомиком и Сийм-Танелом Аннусом он впервые представлял Эстонию на Венецианской биеннале. В 1999 году Рауль провёл масштабную персональную выставку Sümfoonia Si-b minoor («Postapocalyptica») в Таллинском доме искусств и перед ним на площади Свободы. После этого он на два года уехал в Нью-Йорк. В 2013 году в музее Куму прошла обзорная выставка его работ.